# Mary Card

Un " doyley " diseñado por Mary Card para el Fondo de Ayuda Belga, de una publicación de 1915.

Mary Card (24 de septiembre de 1861 - 13 de octubre de 1940) fue una diseñadora y educadora australiana.

## Primeros años
Mary V. Card nació en Castlemaine, Victoria, el mayor de los diez hijos de David Card y Harriet Watson Wooldridge. Su padre nació en Irlanda y su madre nació en Gales. Fue educada en la National Gallery of Victoria Art School en Melbourne. fdsf

## Carrera

Anuncio de Crochet Book No. 1 de Mary Card, de una publicación de 1921.

Card enseñó a hablar como una mujer joven, pero se volvió inmanejable debido al aumento de la sordera en sus treinta años. Se dedicó a escribir patrones de costura, especialmente para encaje y crochet irlandés . Card ideó su propio método para trazar patrones, y sus diseños se publicaron en los periódicos y en el Ladies 'Home Journal, Australian Home Beautiful, y otras revistas para mujeres. Su primer libro de patrones, Crochet Book No. 1 de Mary Card, se publicó en 1914. Siguieron cuatro libros numerados más. También creó patrones impresos a gran escala para artesanos con baja visión. Sus diseños fueron distintivos en su uso de la flora y fauna australiana como inspiración. Varios de sus patrones, incluido uno de 1916 que representa a un soldado australiano, recaudaron fondos para organizaciones benéficas durante la Primera Guerra Mundial . fsdf 
Se mudó a los Estados Unidos en 1917 y comenzó la Mary Card Crochet Company en Nueva York. Se mudó de nuevo, a Inglaterra, algún tiempo después. dfsds 

## Vida personal
Mary Card regresó a Australia en sus últimos meses y murió allí en Olinda, Victoria, en 1940, con 79 años de edad. Una colección de sus patrones publicados se puede encontrar en la Biblioteca Tennyson de Crochet & Related Arts, que forma parte de la Biblioteca de libros raros y manuscritos de la Universidad de Illinois . Sus patrones continúan siendo republicados por artesanos interesados en diseños antiguos.
Una biografía, Mary Card: Australian Crochet Lace Designer, se publicó en 2002 en Australia.